# Бельфонт (Кентуккі)
Бельфонт (англ. Bellefonte) — місто (англ. city) в США, в окрузі Ґрінап штату Кентуккі. Населення — 920 осіб (2020).

## Географія
Бельфонт розташований за координатами 38°29′56″ пн. ш. 82°41′24″ зх. д. / 38.49889° пн. ш. 82.69000° зх. д. (38.498971, -82.690096).  За даними Бюро перепису населення США в 2010 році місто мало площу 2,30 км², з яких 2,29 км² — суходіл та 0,01 км² — водойми.

## Демографія
Згідно з переписом 2010 року, у місті мешкало 888 осіб у 344 домогосподарствах у складі 274 родин. Густота населення становила 385 осіб/км².  Було 373 помешкання (162/км²).
Расовий склад населення:
| - 94,5 % — білих - 2,6 % — азіатів - 1,0 % — чорних або афроамериканців - 0,1 % — вихідців з тихоокеанських островів |

До двох чи більше рас належало 1,7 %. Частка іспаномовних становила 1,7 % від усіх жителів.
За віковим діапазоном населення розподілялося таким чином: 23,3 % — особи молодші 18 років, 57,8 % — особи у віці 18—64 років, 18,9 % — особи у віці 65 років та старші. Медіана віку мешканця становила 45,4 року. На 100 осіб жіночої статі у місті припадало 92,6 чоловіків;  на 100 жінок у віці від 18 років та старших — 88,1 чоловіків також старших 18 років.
Середній дохід на одне домашнє господарство  становив 155 689 доларів США (медіана — 112 083), а середній дохід на одну сім'ю — 175 185 доларів (медіана — 125 625). За межею бідності перебувало 3,4 % осіб, у тому числі 0,0 % дітей у віці до 18 років та 0,0 % осіб у віці 65 років та старших.
Цивільне працевлаштоване населення становило 458 осіб. Основні галузі зайнятості: освіта, охорона здоров'я та соціальна допомога — 32,8 %, роздрібна торгівля — 16,6 %, науковці, спеціалісти, менеджери — 10,0 %, виробництво — 7,6 %.